# Yungipicus canicapillus
A Yungipicus canicapillus a madarak (Aves) osztályának harkályalakúak (Piciformes) rendjébe, ezen belül a harkályfélék (Picidae) családjába tartozó faj.

## Rendszerezése
A fajt Edward Blyth angol zoológus írta le 1845-ban, a Picus nembe Picus canicapillus néven. Sorolták a Dendrocopos nembe Dendrocopos canicapillus néven és a Picoides nembe Picoides canicapillus néven is.

## Alfajai
- Yungipicus canicapillus aurantiiventris (Salvadori, 1868)
- Yungipicus canicapillus auritus (Eyton, 1845)
- Yungipicus canicapillus canicapillus (Blyth, 1845)
- Yungipicus canicapillus delacouri (Meyer de Schauensee, 1938)
- Yungipicus canicapillus doerriesi Hargitt, 1881
- Yungipicus canicapillus kaleensis (Swinhoe, 1863)
- Yungipicus canicapillus mitchellii (Malherbe, 1849)
- Yungipicus canicapillus scintilliceps (Swinhoe, 1863)
- Yungipicus canicapillus semicoronatus (Malherbe, 1849)
- Yungipicus canicapillus swinhoei Hartert, 1910
- Yungipicus canicapillus volzi (Stresemann, 1920)[2]

## Előfordulása
Dél- és Délkelet-Ázsiában, Banglades, Bhután, Brunei, Dél-Korea, Észak-Korea, India, Indonézia, Kambodzsa, Kína, Laosz, Malajzia, Mianmar, Nepál, Pakisztán, Oroszország, Szingapúr, Tajvan, Thaiföld és Vietnám területén honos. 
Természetes élőhelyei a szubtrópusi és trópusi mangroveerdők, síkvidéki és hegyi esőerdők, cserjések, valamint vidéki kertek. Állandó, nem vonuló faj.

## Megjelenése
Testhossza 16 centiméter, testtömege 20-32 gramm.
|  |

## Természetvédelmi helyzete
Az elterjedési területe rendkívül nagy, egyedszáma pedig stabil. A Természetvédelmi Világszövetség Vörös listáján nem fenyegetett fajként szerepel.